# Ectropis giatoma
Ectropis giatoma är en fjärilsart som beskrevs av William Schaus 1901. Ectropis giatoma ingår i släktet Ectropis och familjen mätare. Inga underarter finns listade i Catalogue of Life.